# Sad (sura)
Sad è la trentottesima Sura del Corano, una sura meccana composta da 88 versetti. Il nome della sura deriva dalla lettera araba "Sad" con cui inizia. Questa sura tratta vari temi tra cui la resistenza dei profeti di fronte alle avversità, la questione del monoteismo, la sovranità di Allah, e il destino dei giusti e degli empi.

## Contenuto

### Introduzione e Resistenza degli Increduli
Versetti 1-11: La sura inizia con la misteriosa lettera "Sad" e un giuramento sul Corano, descritto come il libro della saggezza. Viene sottolineato l'atteggiamento di rifiuto e di arroganza degli increduli, che trovano strano che un semplice mortale (il Profeta Muhammad) sia stato scelto come messaggero. Viene inoltre criticata la loro idolatria e il loro disprezzo per la verità divina.

### Storia del Profeta Davide (Dawud)
Versetti 12-26: Viene narrata la storia di Davide, che è stato benedetto con saggezza, forza e una bella voce. La sura racconta un episodio in cui Davide viene messo alla prova con una disputa tra due uomini, e come egli giudica con giustizia. Viene anche menzionato il suo pentimento e la sua devozione a Allah. La storia di Davide serve come esempio di fede, giustizia e misericordia divina.

### Storia del Profeta Salomone (Sulaiman)
Versetti 27-40: La sura continua con la storia di Salomone, figlio di Davide, che è stato dotato di grandi poteri e di un regno unico. Viene narrato l'episodio in cui Salomone perde temporaneamente il controllo del suo regno a causa di una distrazione, ma poi si pente e prega Allah, che gli restituisce il suo potere. Questa storia evidenzia la saggezza e la dedizione di Salomone, nonché la misericordia e la sovranità di Allah.

### Storia del Profeta Giobbe (Ayyub)
Versetti 41-44: Viene raccontata brevemente la storia di Giobbe, noto per la sua pazienza di fronte a grandi sofferenze. Giobbe invoca Allah nella sua angoscia e viene guarito grazie alla sua fede e perseveranza. Questa narrazione mette in luce la necessità della pazienza e della fede nelle prove.

### Il Monoteismo e il Rifiuto dell'Idolatria
Versetti 45-64: Vengono menzionati altri profeti come Ismaele (Isma'il), Eliseo (Al-Yasa') e Dhul-Kifl, che sono tutti elogiati per la loro rettitudine. La sura critica severamente l'idolatria e ribadisce l'importanza del monoteismo. Viene descritto il destino dei peccatori nell'Inferno, sottolineando le conseguenze delle loro azioni.

### La Creazione dell'Uomo e la Caduta di Iblis
Versetti 65-88: La sura conclude con la storia della creazione di Adamo e la disobbedienza di Iblis (Satana). Quando Allah ordina agli angeli di prostrarsi davanti ad Adamo, Iblis si rifiuta per arroganza, causando la sua cacciata dal Paradiso. Questa narrazione evidenzia la prova di fede e obbedienza, e le conseguenze della disobbedienza e dell'orgoglio.

## Analisi
La Sura Sad è significativa per la sua enfasi sulla resistenza e la perseveranza dei profeti di fronte alle avversità e alle prove. Le storie di Davide, Salomone e Giobbe offrono lezioni importanti sulla saggezza, la giustizia, la pazienza e la fede. La critica all'idolatria e l'affermazione del monoteismo sono temi centrali che invitano i credenti a riflettere sulla grandezza e sulla sovranità di Allah.
La narrazione della creazione di Adamo e della disobbedienza di Iblis serve come potente ammonimento sulle conseguenze dell'arroganza e della disobbedienza. La sura conclude con un richiamo alla fede e alla devozione a Allah, esortando i credenti a seguire l'esempio dei profeti e a prepararsi per il Giudizio Finale.
In sintesi, la Sura Sad offre una panoramica completa delle prove della fede, della sovranità di Allah e delle conseguenze delle azioni umane, fungendo da guida e ammonimento per i credenti nel loro cammino spirituale.